# Víctor Manuel d'Itàlia
Víctor Manuel d'Itàlia (italià: Vittorio Emanuele)  (Nàpols, 12 de febrer de 1937 - Ginebra, 3 de febrer de 2024) fou un príncep d'Itàlia amb el tractament d'altesa reial que rebé el títol de príncep de Nàpols com a hereu al tron d'Itàlia.
Nascut a Nàpols el dia 12 de febrer de 1937, fill del príncep Humbert, futur rei Humbert II d'Itàlia, i de la princesa Maria Josep de Bèlgica. Víctor Manuel és net del rei Víctor Manuel III d'Itàlia i de la seva esposa la reina Helena de Montenegro per via paterna, mentre que per via materna ho és del rei Albert I de Bèlgica i de la seva muller Elisabet de Baviera.
Quan l'any 1943 la princesa Maria Josep se significà en contra del règim feixista, hagué d'instal·lar-se junt amb la seva mare i les seves germanes a Suïssa. No fou fins a la caiguda de Benito Mussolini l'any 1944 que li fou permès a la princesa el retorn a Roma. A principis de maig de 1946 es produí l'abdicació del rei Víctor Manuel III d'Itàlia i l'accés al tron del rei Humbert II d'Itàlia, per la qual cosa immediatament Víctor Manuel es convertia en hereu de la corona italiana.
El 2 de juny de 1946 un referèndum donava la victòria a l'opció republicana a Itàlia. Els Savoia hagueren de partir a l'exili des de Nàpols i s'instal·laren a Estoril, Portugal, a Vil·la Savoia. La República promulgava la Constitució per la qual, en una disposició transitòria, es prohibia als membres barons de la Casa dels Savoia l'entrada a territori italià. Aquesta disposició no fou derogada fins a l'any 2002.
Instal·lats a Portugal, el rei Humbert II d'Itàlia se separà de la seva muller Maria Josep de Bèlgica, la qual s'establí a Ginebra on també residiren els quatre fills del matrimoni reial.
Al llarg de la dècada de 1950 i de 1960 Víctor Manuel assistí als grans esdeveniments de les monarquies europees: al casament del rei Simeó II de Bulgària amb l'aristòcrata espanyola Margarita Gómez-Acebo el 1960; al casament del rei Balduí I de Bèlgica el 1960; al casament del duc de Kent el 1961; al casament del rei Joan Carles I d'Espanya amb la princesa Sofia de Grècia el 1962; al casament del rei Constantí II de Grècia amb la princesa Anna Maria de Dinamarca el 1964; al casament del duc d'Aosta amb la princesa Clàudia d'Orleans; al casament de la reina Margarida II de Dinamarca, o de la reina Beatriu I dels Països Baixos.
Al llarg dels anys sorgiren les desavinences sobre la candidata a muller del príncep de Nàpols. Mentre Maria Josep com Humbert pensaven amb una persona de la reialesa europea, Víctor Manuel decidí en funció d'altres temes. Sense informar-ne als seus pares, Víctor Manuel es casà a Les Vegas amb la suïssa Marina Ricolfi Doria l'11 de gener de l'any 1970. Posteriorment la unió fou oficiada pel ritu catòlic a Teheran el dia 7 d'octubre de 1971. Humbert II mai no acceptà la unió entre el seu fill i la campiona d'esquí i hereva d'un imperi alimentari basat en les galetes, Marina Ricolfi Doria.
La parella tingué un fill:
- S.A.R. el príncep Manuel Filibert d'Itàlia, nat a Ginebra el 1972. Es casà a Roma l'any 2003 amb Clothilde Courau.

Una vegada casat i amb el suport del pare molt minvat, Víctor Manuel començà a fer negocis amb el xà Reza Pahlevi de dubtosa legalitat i vinculats amb el món de les armes i del petroli.

## Escàndols judicials
Membre de Propaganda Due, fou investigat per tràfic d'armes i condemnat per tinença il·lícita d'armes.
Acusat de l'assassinat de Dirk Hamer, ciutadà de nacionalitat alemanya la matinada del 17 d'agost de 1978 a l'illa de Còrsega, segons sembla, existien certs flirtejos entre Hamer i Marina Doria que van enfurismar al príncep i que el portaren a matar a sang freda el ciutadà alemany. No fou fins dies després que Víctor Manuel reconegué públicament l'assassinat, però un tribunal de justícia emeté, l'any 1991, una sentència exculpatòria que parlava d'assassinat involuntari.
Víctor Manuel continuà protagonitzant escàndols entre els quals destaca la pugna judicial que mantingué amb les seves tres germanes, les princeses Maria Pia d'Itàlia, Maria Gabriela d'Itàlia i Maria Beatriu d'Itàlia, per l'herència de la reina Maria Josep. També cal remarcar el greu incident que provocà en un sopar posterior al casament dels prínceps d'Astúries ofert pels reis d'Espanya a uns 50 convidats de la reialesa al Palau de la Zarzuela. En aquest sopar, i després que el duc Amadeu de Savoia-Aosta fos nomenat pels legitimistes hereu al tron italià, colpejà i empenyé l'esmentat duc, el qual caigué als peus de la reina Anna Maria de Grècia.
L'escàndol més greu protagonitzat per Víctor Manuel és el destapat pel jutge John Woodcock per delictes de corrupció, prostitució i blanqueig de diners en el cas Casinò di Campione. El príncep fou detingut el dia 16 de juny de l'any 2006 i ingressà a presó on hi estigué set dies fins que se li concedí un arrest domiciliari.

## Retorn a Itàlia
L'arribada a Itàlia dels membres de la Dinastia Savoia, després de més de 50 anys d'exili forçós un cop aixecada en 2002 la disposició constitucional que prohibia el retorn dels Savoia a Itàlia, ocorreguda l'any 2003, hagi estat deslluïda per les polèmiques del príncep de Nàpols.
El mes de juny de l'any 2006, després d'una reunió del Consell de Senadors del Regne, institució creada pel rei Humbert II d'Itàlia, l'òrgan decidí eliminar els drets dinàstics de Víctor Manuel de Savoia a la Corona d'Itàlia i nomenar al duc Amadeu de Savoia-Aosta hereu al tron d'Itàlia. Segons sembla, Víctor Manuel, voluntàriament, ha cedit tots els drets dinàstics a la Corona italiana al seu únic fill en un document que encara no s'ha fet públic.
De tota manera cal no oblidar que el pare de Víctor Manuel, el rei Humbert II havia disposat en testament que volia ser sebollit amb l'anell reial de la Casa de Savoia, senyal força eloqüent de què donava per caducada la monarquia a Itàlia.